# Мейбом, Марк
Марк Ме́йбом (дат. Marcus Meibom; 1630, Тённинг, Шлезвиг — 15 февраля 1710, Утрехт или Амстердам, графство Голландия) — датский учёный-полимат: филолог-классик, источниковед, переводчик, теоретик музыки, математик.

## Очерк жизни
Сведения о дате рождения разнятся: по одним источникам, родился в 1630 году, по другим — в 1620 или 1621 году. Происходил из немецкой учёной семьи. В 1644 году поступил на юридический факультет Кёнигсбергского университета, но оставил обучение и в 1645 году поступил в Лейденский университет, где сначала изучал медицину, а позднее классические языки и математику. 
В мае 1652 года Мейбом принял приглашение ко двору шведской королевы Кристины, где пытался исполнять «античную музыку» в виде сольной арии в сопровождении танцора. Эта «реконструкция» была воспринята публикой королевы как потеха и вызвала неумеренное веселье. Особенно усердствовал личный врач королевы и её фаворит Пьер Бурдело, постоянные насмешки которого приводили Мейбома в ярость. Среди критиков античных реконструкций Мейбома был также авторитетный филолог-классик Исаак Восс. Предположительно в ноябре 1652 года Мейбом покинул шведский двор, недовольный своей должностью помощника библиотекаря. 
В 1653–1663 годах он выполнял обязанности архивариуса в Большой королевской библиотеке Копенгагена, а также числился «советником короля» (consiliarus regius). В 1664 году получил должность директора таможни в Эльсиноре, но в 1668 году был вынужден уйти в отставку из-за жалоб на его неуступчивое поведение в качестве фискального чиновника. После этого уехал в Голландию, где (за исключением 1674–1677 годов, проведённых в Англии) оставался до конца жизни. Писал научные труды на разные темы, выполнял переводы с классических языков и иврита, однако вся эта работа не принесла ему материального достатка. Сохранилось свидетельство 1691 года, согласно которому Мейбом бедствовал и зарабатывал себе на пропитание корректорским трудом. В 1705 году ему пришлось продать 5848 книг из своей библиотеки на аукционе, для которого сам составил каталог. На титульной странице этого каталога описывал себя так: «некогда советник короля Дании Фредерика III». Оставшаяся часть богатой библиотеки Мейбома ушла с молотока после его смерти, в 1711 году.

## Очерк научной деятельности

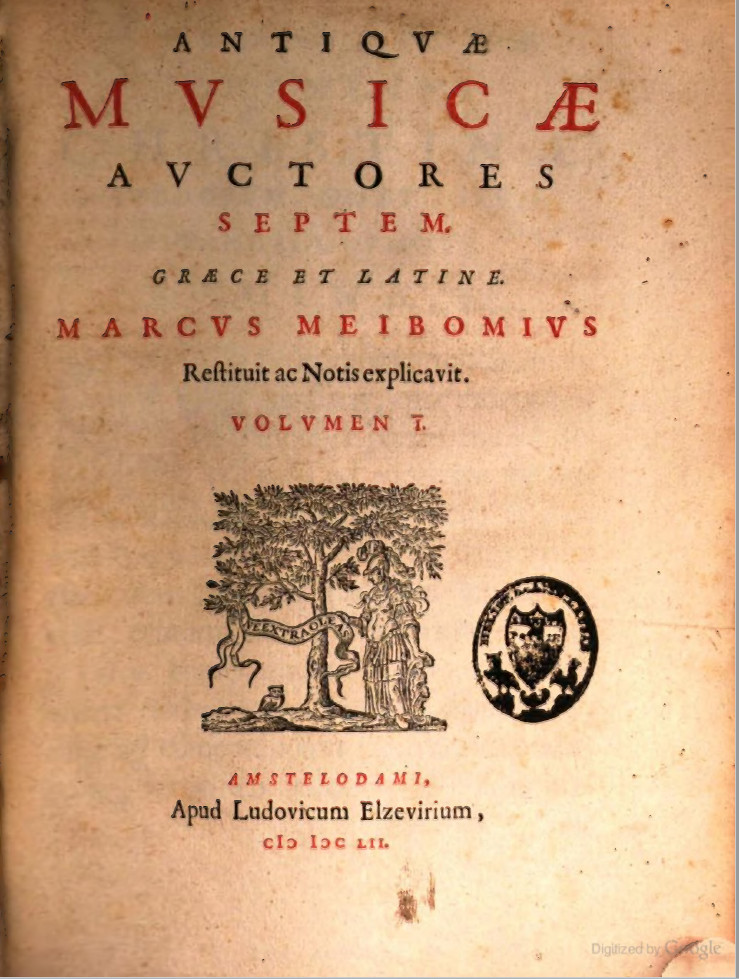
Титульная страница книги М.Мейбома «Antiquae musicae auctores septem» (1652)

Самую значительную в своей карьере книгу — «Antiquae musicae auctores septem» («Семь авторов древней музыки») — Мейбом опубликовал в Амстердаме в 1652 году, с посвящением Кристине Шведской. Книга представляет собой двухтомную антологию древнегреческих трудов о музыке — Аристоксена, Клеонида (под именем Евклида), анонимного автора «Sectio canonis», Никомаха, Аристида Квинтилиана, Алипия, Гауденция и Бакхия; туда же Мейбом включил последнюю книгу («О гармонии») из энциклопедии Марциана Капеллы «Бракосочетание Филологии и Меркурия». Помимо оригинальных текстов на греческом в собственной редакции повсюду дал их переводы на латинский язык (так называемой билингвой) и снабдил все книги собственными научными комментариями, также на латыни. Большое предисловие к антологии (Lectori benevolo) среди прочего содержит музыковедческий анализ древнегреческой буквенной нотации, практическое применение которой Мейбом проиллюстрировал на примере известного католического гимна Te Deum.
Помимо исследований в области музыки Мейбом занимался и другими античными изысканиями. Он пересмотрел латинский перевод «Истории философии» Диогена Лаэрция, сделанный в XV веке Амвросием Цивениусом; новый перевод был впервые опубликован в 1692 году, а затем неоднократно переиздавался. Мейбом перевёл на латынь Эпиктета и аннотировал его труд, а также Tabula Cebetis (обе работы опубликованы посмертно, в 1711 году). Он также занимался текстологией еврейского Ветхого Завета («Davidis Psalmi duodecim», 1691): считал, что он полон ошибок и «реконструировал» псалмы таким образом, чтобы они выглядели как стихи. В трактате «Liber de fabrica triremium» (1671) Мейбом утверждал, что нашёл в античных источниках способ, как избавиться от вёсел на триремах.
Мейбому также принадлежит трактат о числовых отношениях и пропорциях («De proportionibus», 1655), построенный в литературной форме как беседа выдающихся математиков — Евклида, Архимеда, Аполлония, Паппа, Евтокия, Теона и Гермотима. Устами последнего Мейбом сетует на деградацию современного музыкального образования, в котором вместо изучения математических основ возобладало обучение музыке как ремеслу:

В наши дни тот, кто хочет разбираться в музыке, игнорируя их [отношений и пропорций] основы, держится за её практику, которую он усваивает без постижения причин и без опытов. Итак, среди тысяч музыкантов ныне едва ли найдется один каноник, тогда как раньше все пифагорейцы были канониками и основой обучения считали деление канона.— De proportionibus, p.101.

## Рецепция
Биограф Восса Ф. Блок описывает Мейбома как «взвинченного, своенравного и раздражительного человека, одинокого упрямца, совершенно не приспособленного к галантности придворной жизни. Тем не менее, он был достойным учёным-грецистом». Филологи и музыковеды, исследовавшие тексты античных греческих писателей о музыке в XIX, XX и XXI веках, реферируют их, ссылаясь на страницы издания Мейбома как на «незыблемый» ориентир, особенно в случаях, когда нет оригинального деления книги на главы и параграфы (как в случае с «Гармоникой» Аристоксена). Более того, некоторые конъектуры в редакции Мейбома принимаются исследователями до сих пор как значимые и верные.

## Труды Мейбома
- Antiquae musicae auctores septem, Graece et Latine. Marcus Meibomius restituit ac notis explicavit. Vol. I-II. Amstelodami, 1652.
- Dialogus de proportionibus. Kopenhagen, 1655.
- Liber de fabrica triremium. Amsterdam, 1671.
- Diogenis Laertii de vitis, dogmatibus et apophthegmatibus clarorum philosophorum libri X. Amstelodami, 1692 (издание и латинский перевод).
- Davidis Psalmi duodecim, et totidem Sacrae Scripturae Veteris Testamenti integra capita. 2 vols. Amstelodami, 1678, 1698.
- Epicteti manuale et sententiae, quibus accedunt Tabula Cebetis et alia affinis argumenti, hrsg. von A. Reland. Utrecht, 1711.